# 島ヶ原村
島ヶ原村（しまがはらむら）は、かつて三重県阿山郡に存在した村。2004年11月1日に上野市、阿山郡阿山町・伊賀町・大山田村、名賀郡青山町と合併して伊賀市になったため消滅した。
現在の伊賀市島ヶ原にあたる。

## 地理
木津川中流に位置し、北は滋賀県、西は京都府と接していた。

## 歴史
- 1889年（明治22年）4月1日 - 町村制の施行により、近世以来の阿拝郡島ヶ原村が単独で自治体を形成。
- 1896年（明治29年）3月29日 - 所属郡が阿山郡に変更。
- 2004年（平成16年）11月1日 - 上野市・阿山郡伊賀町・阿山町・大山田村・名賀郡青山町と合併して伊賀市が発足。同日島ヶ原村廃止。

## 交通

### 鉄道
- 西日本旅客鉄道（JR西日本）関西本線 島ケ原駅

### 道路

#### 一般国道
- 国道163号

#### 県道
- 三重県道305号島ヶ原停車場観菩提寺線
- 三重県道686号上野島ヶ原線

## 名所・旧跡・観光スポット・祭事・催事
※やぶっちゃの湯（やぶっちゃランド）という温泉施設があり人気。
- 観菩提寺
- 木津川鯛ヶ瀬
- 正月堂修正会
- 鸕宮神社祭
- 天理教島ヶ原大教会大祭